# Tomislav Draganja
Tomislav Draganja (* 10. August 1994 in Split) ist ein ehemaliger kroatischer Tennisspieler, der vor allem im Doppel aktiv war.

## Karriere
Tomislav Draganja erreichte auf der ITF Junior Tour Platz 430.
Bei den Profis, wo er ab 2011 spielte, trat er bis 2016 hauptsächlich auf der ITF Future Tour an. Er gewann dort neun Doppeltitel. 2016 beendete er das Jahr auf Platz 228 der Doppel-Rangliste. 2017 gewann er auf der ATP Challenger Tour drei Doppelturniere, mit seinem Bruder Marin Draganja (* 1991), der besser platziert war. Sein Debüt auf der ATP World Tour gab er 2016 dank einer Wildcard in Umag an der Seite von Nino Serdarušić. Die beiden erreichte dabei das Viertelfinale. Im Jahr darauf spielte er erneut in Umag und zog diesmal mit seinem Bruder Marin ins Finale ein, das sie im Match-Tie-Break gegen Guillermo Durán und Andrés Molteni verloren. Es blieb sein einziges Finale auf diesem Niveau. Im Mai 2018 gewann er mit seinem Bruder seinen vierten und letzten Challenger-Titel. Im Februar hatte er mit Platz 115 seine höchste Weltranglistenposition erreicht.
Ab Mitte 2018 spielte Tomislav Draganja nicht mehr mit seinem Bruder; er spielte an der Seite wechselnder Partner. Dadurch blieben weitere Erfolge aus – nur zweimal danach stand er bei Challengers noch im Finale. Im März 2020 fiel er aus den Top 250. Ein Future-Turnier kurz darauf in Kroatien wurde sein letzter Profi-Einsatz.

## Erfolge
| Legende (Anzahl der Siege)  |
| Grand Slam                  |
| ATP World Tour Finals       |
| ATP World Tour Masters 1000 |
| ATP World Tour 500          |
| ATP World Tour 250          |
| ATP Challenger Tour (4)     |

### Doppel

#### Turniersiege
| Nr. | Datum              | Turnier    | Belag         | Partner        | Finalgegner                    | Ergebnis          |
| --- | ------------------ | ---------- | ------------- | -------------- | ------------------------------ | ----------------- |
| 1.  | 4. März 2017       | Yokohama   | Hartplatz     | Marin Draganja | Joris De Loore Luke Saville    | 4:6, 6:3, [10:4]  |
| 2.  | 16. September 2017 | Banja Luka | Sand          | Marin Draganja | Danilo Petrović Ilija Vučić    | 6:4, 6:2          |
| 3.  | 22. Oktober 2017   | Ismaning   | Hartplatz (i) | Marin Draganja | Dustin Brown Tim Pütz          | 6:71, 6:2, [10:8] |
| 4.  | 26. Mai 2018       | Mestre     | Sand          | Marin Draganja | Romain Arneodo Danilo Petrović | 6:4, 6:72, [10:2] |

#### Finalteilnahmen
| Nr. | Datum         | Turnier | Belag | Partner        | Finalgegner                    | Ergebnis          |
| --- | ------------- | ------- | ----- | -------------- | ------------------------------ | ----------------- |
| 1.  | 22. Juli 2017 | Umag    | Sand  | Marin Draganja | Guillermo Durán Andrés Molteni | 3:6, 7:64, [6:10] |